# Giacomi (cognome)
Giacomi è un cognome di lingua italiana.

## Varianti
Buzzati, Buzzi, Comastri, Comazzi, Comazzo, Comel, Comelini, Comella, Comellato, Comelli, Comellini, Comello, Cometti, Comina, Cominelli, Cominetti, Cominu, Como, Comolli, Comotti, Comotto, Comozzi, Comuzzi, Comuzzo, Commella, Coppetti, Coppi, Coppini, Coppino, Coppo, Covella, Covelli, Covello, Coviello, Covini, Covitti, Covoni, De Jaco, Di Giacomo, Giacalone, Giacardi, Giacaz, Giaccari, Giaccheri, Giacchetti, Giacchi, Giacchin, Giacheri, Giachesi, Giachetti, Giachini, Giaco, Giacobazzi, Giacobbe, Giacobbi, Giacobelli, Giacobini, Giacobone, Giacomantonio, Giacomazzi, Giacomelli, Giacometti, Giacomin, Giacomini, Giacomo, Giacomoni, Giacomozzi, Giacomucci, Giacon, Giaconi, Giacopazzi, Giacopelli, Giacopetti, Giacopini, Giacopo, Giacoppo, Giacosa, Giacovani, Giacovazzi, Giacovazzo, Giacovelli, Giaimi, Giaimis, Giaimo, Iachella, Iachelli, Iachetti, Iachi, Iachini, Iaci, Iacini, Iaco, Iacò, Iacobbe, Iacobelli, Iacobellis, Iacobetti, Iacobini, Iacobone, Iacobucci, Iacobuzzi, Iacoletti, Iacomelli, Iacometti, Iacomini, Iacomo, Iacomoni, Iacone, Iacopetti, Iacopini, Iacopo, Iacopucci, Iacovacci, Iacovelli, Iacoviello, Iacovini, Iacovitti, Iacovizzi, Iacovo, Iacovucci, Iacovuzzi, Iacucci, Iacuessa, Iacuissi, Iacullo, Iacuzio, Iacuzzi, Iaquelli, Iaquessa, Jacini, Jacobbi, Jacomini, Jacopo, Jacovitti, Laparelli, Lapi, Lapini, Lapucci, Puccetti, Pucci, Puccianti, Pucciarelli, Puccinelli, Puccini, Puccinotti, Puccio, Puccioni, Sciacovelli, Scovazzi, Zacchelli, Zacchetti, Zacchi, Zacco, Zaccoli, Zaccone, Zacconi.

## Origine e diffusione
Il cognome è tipicamente panitaliano, principalmente diffuso al Centro-Nord.
Potrebbe derivare dai prenomi Giacomo e Giacobbe, varianti l'uno dell'altro.
Le varianti Giacomo e Iacobelli sono dell'Italia centro-settentrionale; Scovazzi è piemontese; Giacobbe, Zacchi e Zacconi sono settentrionali; Giaco, Giacopo e Giacoppo sono siciliani; Iacomo e Jacopo sono centro-meridionali; Di Giacomo, Iacuessa e Iaquessa sono campani; Giaimo è siciliano; Giacosa è piemontese; Pucci è panitaliano; Puccioni, Puccianti e Puccini sono toscani; Sciacovelli è barese.

## Persone
- Mario Giacomi – calciatore italiano
- Roberto Giacomi – ex calciatore canadese